# Plagiochila subalpina
Plagiochila subalpina là một loài rêu tản trong họ Plagiochilaceae. Loài này được (Nees ex Lindenb.) Mont. & Nees miêu tả khoa học lần đầu tiên năm 1838.